# 佐川清
佐川 清（さがわ きよし、1922年3月16日 - 2002年3月11日）は、日本の実業家。佐川急便株式会社の元社主（初代社長・会長）である。

## 来歴・人物
新潟県中頸城郡板倉村（板倉町を経て、現在の上越市板倉区）の旧家に生まれる。有恒学舎に学んだのち、家業に従事した。1948年に建設業「佐川組」を設立し、建設会社の経営などを経て、1957年に自転車2台を使って妻と2人で運送業を創業した。中小企業の小口貨物に狙いを定めて得意先を開拓し、1966年に「佐川急便」株式会社に改組した。
日曜集配などの迅速な配達や運転手の集金担当など運送業の革命的な発想で高収益を上げ、各地の運送業者の吸収合併や新会社の設立で全国進出を図り、1977年に全国ネットワーク網を完成させた。徹底したノルマ制を導入し、社員に労働基準法を無視した超長時間労働で働かせる代わりに同業他社の数倍の賃金を保障するという経営方法でグループを拡大した。高度経済成長とともに張り巡らされた道路網をフル活用し、創業からわずか30数年で日本通運と肩を並べる会社に急成長し、日本有数の運送会社グループに育て上げた。
同郷の田中角栄元首相をはじめ、政治家、芸能人、スポーツ選手らとの交際も深く「日本一のタニマチ」とも呼ばれた。橋幸夫の大ファンで、レコード会社「リバスター音産」を設立して迎えたことでも有名である。
しかし驚異的な成長の一方で、強引な商法も次々と明らかになった。1992年には、東京佐川急便元社長の渡辺広康ら旧経営陣が、広域暴力団稲川会会長の石井進とその系列の企業などに、約1000億円を融資・債務保証したとして特別背任罪に問われる「東京佐川急便事件」が発覚した。その後、元新潟県知事・金子清も起訴されたほか、自民党副総裁・金丸信も5億円受領を認め辞任した。
東京佐川急便事件では、旧運輸省の運送免許取得に絡み国会議員への働きかけが指摘された。事件発覚後の1991年ごろから入退院を繰り返し「体調不良」を理由に国会の証人喚問も拒否していた。ほかにもグループ全体の申告漏れが発覚するなど不透明な経理も指摘された。1992年には事件を機にグループの再編が図られ、グループの複数の中核会社を合併して新会社を発足し、同時に佐川は会長を退いたが、佐川と現経営陣との対立が絶えなかった。2002年1月には、自身が所有する佐川急便株約5万株を政治団体幹部に譲渡していた事実が明らかになった。
2002年3月11日午後3時5分、急性心不全のため京都府内の病院で死去した。享年80。
遺産総額は約53億円に上ることが国税庁左京税務署（京都市）の公示などで明らかになった。

## エピソード
湾岸戦争の際に邦人救出に使われたトルコ航空機のチャーター費用は佐川が捻出したものとされる。

## 著書
- 『ふりむけば年商三千億―佐川急便成長の核心』 読売新聞社、1986年。ISBN 978-4643549904
- 『裸一貫の帝王学』 山手書房、1980年、1987年
- 聞き手：松家靖『絶望! 佐川急便に明日はない』 ゴマブックス、1998年。ISBN 978-4907710910
- 『佐川急便の乱脈経営を糾弾する』 たま出版、2001年
- 『創業者からの遺言』 ゴマブックス、2001年。ISBN 978-4907710910